# 空分多址
空分多址（英語：Space-division multiple access，縮寫為 SDMA）是一种新发展的多址技术，它在无线多址通信系统中可增加基站覆盖范围，从而降低网络成本。降低来自其它系统和其它用户的干扰，提高系统容量，提高频率利用率。
在传统的蜂窝移动网络系统中，基站在各个方向辐射信号以提供区域无线覆盖。这将在没有移动单元的位置上浪费功率，并对相邻小区（使用相同频率，称为共信道单元）造成干扰。同样，在接收端，天线接收包括噪声和干扰信号在内的所有方向的信号。通过使用智能天线技术，空分多址技术提供了有吸引力的性能增强。基站在发送中的辐射方向适合于用户，用户可获得该方向上的最高增益。另外，SDMA与任何调制方式、带宽或频段兼容，包括AMPS、GSM、PHP、DECT、IS—54、IS—95等，这也是它具有吸引力的一个重要原因。